# W32K
W32K（だぶりゅーさんにーけー）は、京セラが開発した、KDDIおよび沖縄セルラー電話のauブランドのCDMA 1X WINの携帯電話である。

## 特徴
同社の2004年夏モデル「W21K」をベースに携帯初心者および中高年向けに開発された「簡単ケータイ」シリーズの第1号機であり、2008年夏モデルのW62PT（韓パンテック社製）が登場するまでは唯一のCDMA 1X WIN端末でもあった。メインディスプレイの下部にあらかじめ登録済みの相手に発信可能な「ワンタッチボタン」や、でか文字など初心者に使いやすい配慮がなされているが、フレンドリーデザインに対応していない。ベースモデルであるため、外部メモリ（例・mini／microSDカード、メモリースティック Duo／M2等）およびEZ「着うたフル」や「EZナビウォーク」、「EZ助手席ナビ」等のGPS機能のサービスには非対応（ただし「EZアプリ（BREW）」には対応する）である。

## 沿革
- 2005年（平成17年）5月19日 KDDI、および京セラから公式発表。
- 2005年6月17日 全国で一斉発売。
- 2012年（平成24年）7月22日  800MHz（旧800MHz帯・CDMA Band-Class 3）帯によるサービスの停波によりそれ以降は利用不可となる。

## 注
1. ↑  2012年7月23日より利用不可